# Tobias Heintz
Tobias Heintz, född 13 juli 1998 i Moss, är en norsk fotbollsspelare som spelar för IFK Göteborg. Han har tidigare spelat i bland annat BK Häcken, norska Sarpsborg 08 och bulgariska CSKA Sofia.